# Manolo Alcántara Párraga
Manolo Alcántara Párraga (Barcelona, 23 d'abril de 1970) és un malabarista, monociclista, funàmbul, actor, inventor d'aparells de circ català.
En les seves creacions Alcántara parteix d'una idea embrionària i construeix els espectacles experimentalment i sense presses. Tant les seves intervencions en espectacles d'altri com els muntatges de creació pròpia es caracteritzen per la veritat escènica i una característica cal·ligrafia corporal. En les seves creacions, el risc estètic i la personalitat artística s'amalgamen amb l'escenotècnia per produir seqüències d'intensa poesia física.
Com a inventor escenotècnic, per a Locomotivo va dissenyar un escenari remolcable de 20 m², damunt del qual el cable de funambulisme (a 1,70 m d'altura sobre la plataforma escènica) avançava o retrocedia horitzontalment enrotllant-se en dues bobines motoritzades situades a banda i banda de l'estructura. La màquina permetia suggeridores novetats plàstiques, acrobàtiques i d'equilibri, a més d'un seguit de gags i situacions escèniques dramàticament eficaces.
Per a Plecs va dissenyar la «cablípside», un balancí metàl·lic de dues rodes el·líptiques unides per un travesser central. Proveït d'un cable a cada extrem de l'eix de l'ordenada, l'aparell el·líptic possibilitava singulars duets de funambulisme i sorprenents situacions còmiques i acrobàtiques.
A Rudo, Alcántara capgirava els preceptes del funambulisme ortodox substituint el cable per tubs de ferro. Així traslladava la precarietat de caminar sobre un gronxadís cable d'acer de 12 mm a la precarietat d'un amuntegament inestable de caixons de fusta on es repenjaven els tubs. El repte continuava sent l'equilibri, però innovant-ne la tècnica i els aparells. D'altra banda, l'espai escènic de Rudo recuperava el concepte de palc (pista a l'aire lliure envoltada d'una graderia circular protegida per una tela perimetral per evitar les mirades dels passavolants i garantir la intimitat de l'espectacle).

## Biografia
Passa la infància i l'adolescència a Esparreguera. A partir del 1994 alterna teatre i circ amb les companyies Subus, Xirriquiteula, Circ Tuqui i Comediants. El 1997 actua al parc temàtic japonès Spain Mura i es perfecciona al CNAC de Châlons-en-Champagne. Col·labora amb el Circ Cric (Arran, 1998), Monti & Cia. (Utopista, 1999) i el Circ d'Hivern de l'Ateneu Popular 9Barris (A banda, TNC, 2000).
El mateix 2000 funda la companyia Circo Imperfecto amb Cristina Solé i Kike Aguilera (espectacle Genuinos Imperfectos), el 2005 la Cia. Solo Manolo (Locomotivo), el 2010 la Cia. Enfila't (Plecs) i el 2014 la Cia. Manolo Alcántara (Rudo, 2014; Déjà vu, 2019).

## Premis[1]
- Aplaudiment FAD Sebastià Gasch i Millor espectacle de carrer (Fira Tàrrega) per Genuinos Imperfectos.

- Aplaudiment FAD Sebastià Gasch per Locomotivo.
- Premi FAD Sebastià Gasch d'Arts Parateatrals, Premi Zirkòlika al millor espectacle de circ i Premi del Públic al Festival Internacional «Outuno de Teatro» (FIOT) per Plecs.
- Umore Azoka (Leioa) al millor espectacle de carrer, Premi Zirkòlika al millor espectacle de circ de sala i Millor espectacle de «Noches FETEN 2015» (Xixón) per Rudo.

## Espectacles[1]

### Creació pròpia
- 25 març 2001. Genuinos imperfectos. Creació i direcció col·lectives. Teatre Josep Maria de Sagarra, Sta. Coloma de Gramenet. Circo Imperfecto.
- 11 desembre 2005. Locomotivo. Creació Manolo Alcántara. Direcció Miner Montell. Ca n'Oliveres (Martorell). Cia. Solo Manolo.
- 14 maig 2010. Plecs. Creació i direcció: Manolo Alcántara, Enric Ases i Karl Stets. Teatre Bartrina, Fira Trapezi. Cia. Enfila't.
- 25 març 2014. Rudo. Creació i direcció: Manolo Alcántara i Xavier Erra. Composició i direcció musical: Clara Peya. L'Estruch (Sabadell).
- 23 febrer 2019. Déjà-vu. Idea, creació i direcció: Manolo Alcántara. Teatre Principal, Olot. Cia. Manolo Alcántara.

### Col·laboracions
- 30 maig 1998. Arran (Circ Cric). Centre de Recerca de les Arts del Circ (St. Esteve de Palautordera).
- 22 abril 1999. Utopista. Idea, guió i direcció Joan Montanyès i Jordi Purtí. Monti & Cia. TNC.
- 21 desembre 2000. A banda (coproducció Ateneu Popular 9 Barris / TNC. Direcció: Xavi Mateu. TNC.
- 3 gener 2007. Tranuites. Creació i direcció Lluís Danés. Coreografia Marta Carrasco. TNC.
- 31 març 2008. El col·leccionista de paisatges. Guió i direcció: Xavier Erra i Albert Gumí. Caixafòrum, Barcelona.
- 17 juliol 2013. Wasteland. Textos: Idea i direcció: Lluís Danés. Mercat de les Flors (Festival Grec).
- 22 desembre 2014. La llum d'un país. (64a Nit de Sta. Llúcia). Direcció Sergi Corbera. Coreografia Manolo Alcántara. Gran Teatre del Liceu (Barcelona).
- 20 novembre 2015. Art (700 anys de la mort de Ramon Llull). Idea i direcció: Manel Camp. Teatre Kursaal (Manresa).
- 20 setembre 2017. Cuerpo a cuerpo. Cía. de danza Daniel Doña. Direcció Jordi Vilaseca. Teatros del Canal (Madrid).
- 20 gener 2018. PAS. Creació i direcció Sergi Ots. Inauguració de ‘Manresa Capital de la Cultura Catalana 2018'. Teatre Kursaal (Manresa).